# Mount Paige
Mount Paige ist ein 672 m hoher Berg im westantarktischen Marie-Byrd-Land. In den zu den Ford Ranges gehörenden Phillips Mountains ragt er 5 km westlich des Mount Carbone auf.
Teilnehmer der ersten Antarktisexpedition (1928–1930) unter der Leitung des US-amerikanischen Polarforschers Richard Evelyn Byrd entdeckten und kartierten ihn anhand von Luftaufnahmen. Das Advisory Committee on Antarctic Names benannte ihn 1966 nach David Abbey Paige (1901–1979), der als Maler und Grafiker bei Byrds zweiter Antarktisexpedition (1933–1935) tätig war.